# Лединачко језеро
Лединачко језеро (језеро Сребро) је било мало вештачко језеро на Фрушкој гори, у близини насеља Стари Лединци код Новог Сада.

## Порекло
Језеро је настало током НАТО бомбардовања Југославије 1999. године, када су оштећене пумпе напуштеног каменолома Сребро престале да пумпају воду из каменолома. Подземне воде, као и воде из две речице, Лукиног свеца и Сребрног потока, почеле су да пуне каменолом, чиме је настало језеро.

## Особине
Језеро је заузимало површину од 4 ha и скоро са свих страна је било окружено стрмим литицама. Лединачко језеро је било облика пасуља, дугачко око 400 m, а највећа ширина је била око 100 m. Просечна дубина била је 15 m, а највећа 50 m. Налазило се на надморској висини од 300 m. Вода на површини била је зелена и чиста, због константног дотока из притока, а хладна током летњих месеци.

## Историја
Крајем 1990-их и почетком 2000-их година, права на експлоатацију језера су била предмет расправе у којој су учествовали месна заједница, град Нови Сад, рударско предузеће Алас регистровано у Раковцу и јавно предузеће које је руководило националним парком Фрушка гора. Због нејасних одлука општине и суда, постојала је могућност да језеро одмах нестане, пошто је рударско предузеће захтевало назад свој каменолом, а језеро се чинило нестабилним због могућег изливања воде.
Управа националног парка Фрушка гора је порекла гласине из 2006. године да су права на коришћење каменолома продата неком аустријском предузећу, пошто је Скупштина Војводине већ усвојила план да сачува језеро. На крају су расправе завршене у корист очувања језера.
Будућност језера је неизвесна. У периоду од 2001. до 2006. године, уз њега је било мало туристичко одмаралиште, а месна заједница Стари Лединци и предузеће које управља одмаралиштем имали су жељу да прошире туристичку понуду. Међутим, јуна 2006. године одрон са литица је повредио неколико пливача, а јавни приступ језеру је забрањен. На крају, Републичка инспекција за заштиту животне средине је наредила да се језеро одмах испразни (пошто наредба из 2002. године није извршена), јер је ниво воде дошао до врха и почео да се излива. Такође, Републички биро за заштиту животне средине је изразио мишљење да се прво обустави експлоатација камена, уз радове на заштити и очувању природе и да се намена језера промени у рекреативну. Становници Лединаца борили су се неколико година за очување језера, организујући протесте против његовог исушивања.  Архивирано на веб-сајту  (17. јул 2011)
Језеро је испражњено током лета 2009. године, а фирма Алас ће у наредних осам до десет година експлоатисати камен из каменолома у ком је језеро настало. Након тога требало би да се поново упумпа вода и оформи језеро.  Архивирано на веб-сајту  (17. јул 2011) Замишљено је да будуће језеро чини центар новог парка природе, у којем ће постојати излетиште, плажа, спортски терени за кошарку и фудбал, бициклизам и спортско пењање.  Архивирано на веб-сајту  (17. јул 2011)

## Занимљивости
2003. Здравко Чолић је снимио спот за своју песму Ао, ноно бијела на Лединачком језеру.
На језеру су снимане сцене за филмове Пад у рај (2004), Ми нисмо анђели 3: Рокенрол узвраћа ударац (2006) и Чарлстон за Огњенку (2008).
У организацији Српске православне цркве на Лединачком језеру су обављана масовна крштења верника.